# François Mansart
François Mansart (13 tháng 1 năm 1598 - 23 tháng 9 năm 1666) là một kiến trúc sư người Pháp đã giới thiệu kiến trúc tân cổ điển vào kiến trúc Baroque của Pháp. Encyclopædia Britannica cho rằng ông là kiến trúc sư người Pháp thành công nhất trong thế kỷ 17 có tác phẩm "nổi tiếng về mức độ cao của sự tinh tế và sang trọng".
Mansart đã sử dụng rộng rãi nóc nhà hai mái dốc với bốn mặt, với các cửa sổ trên độ dốc thấp hơn, tạo ra không gian sinh sống bổ sung trong các chòi nóc nhà và chúng được đặt theo tên ông—nóc nhà kiểu mansard.

## Thư viện ảnh

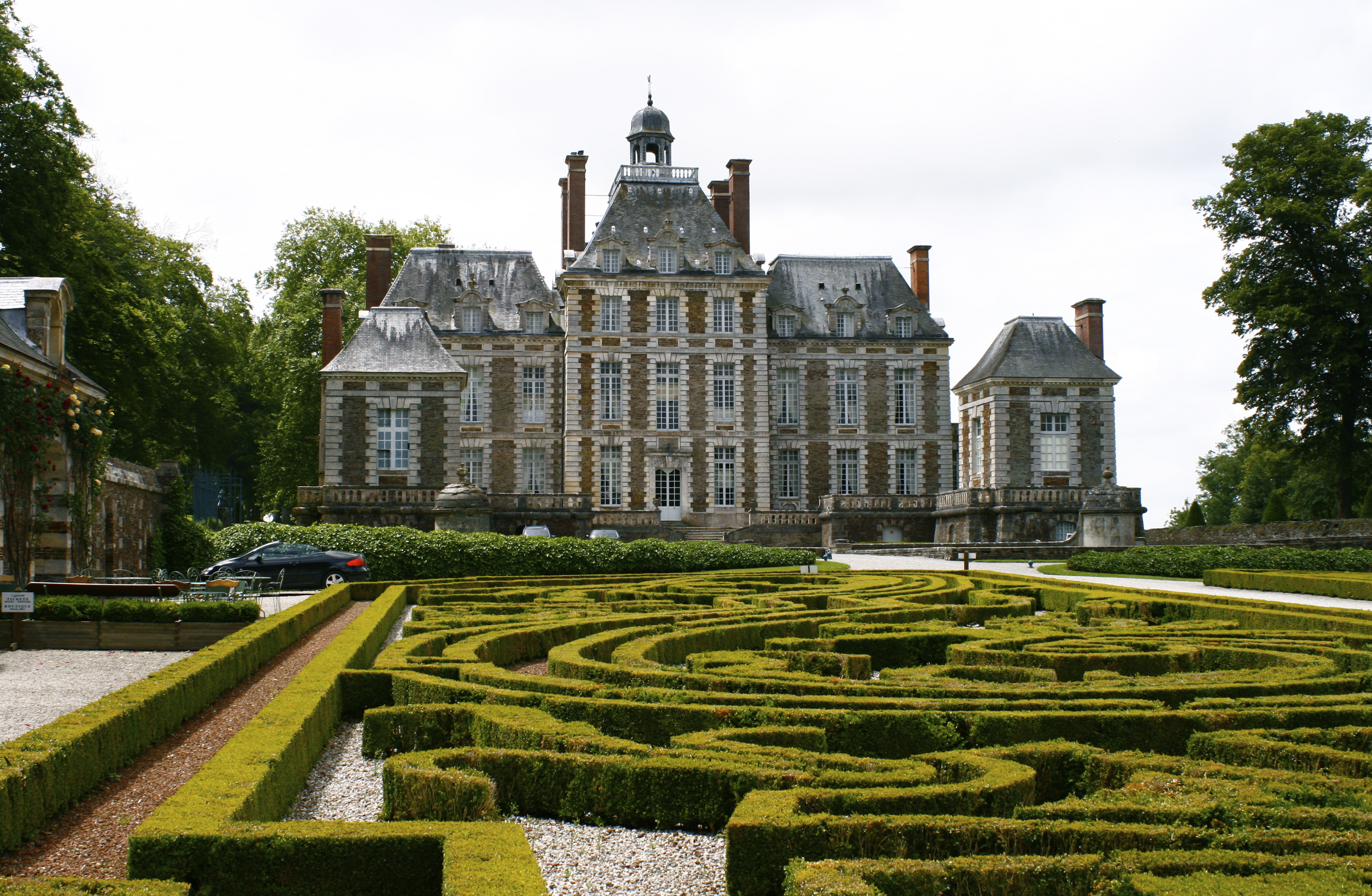
The Château de Balleroy, kiến trúc của Mansart sớm nhất còn lại
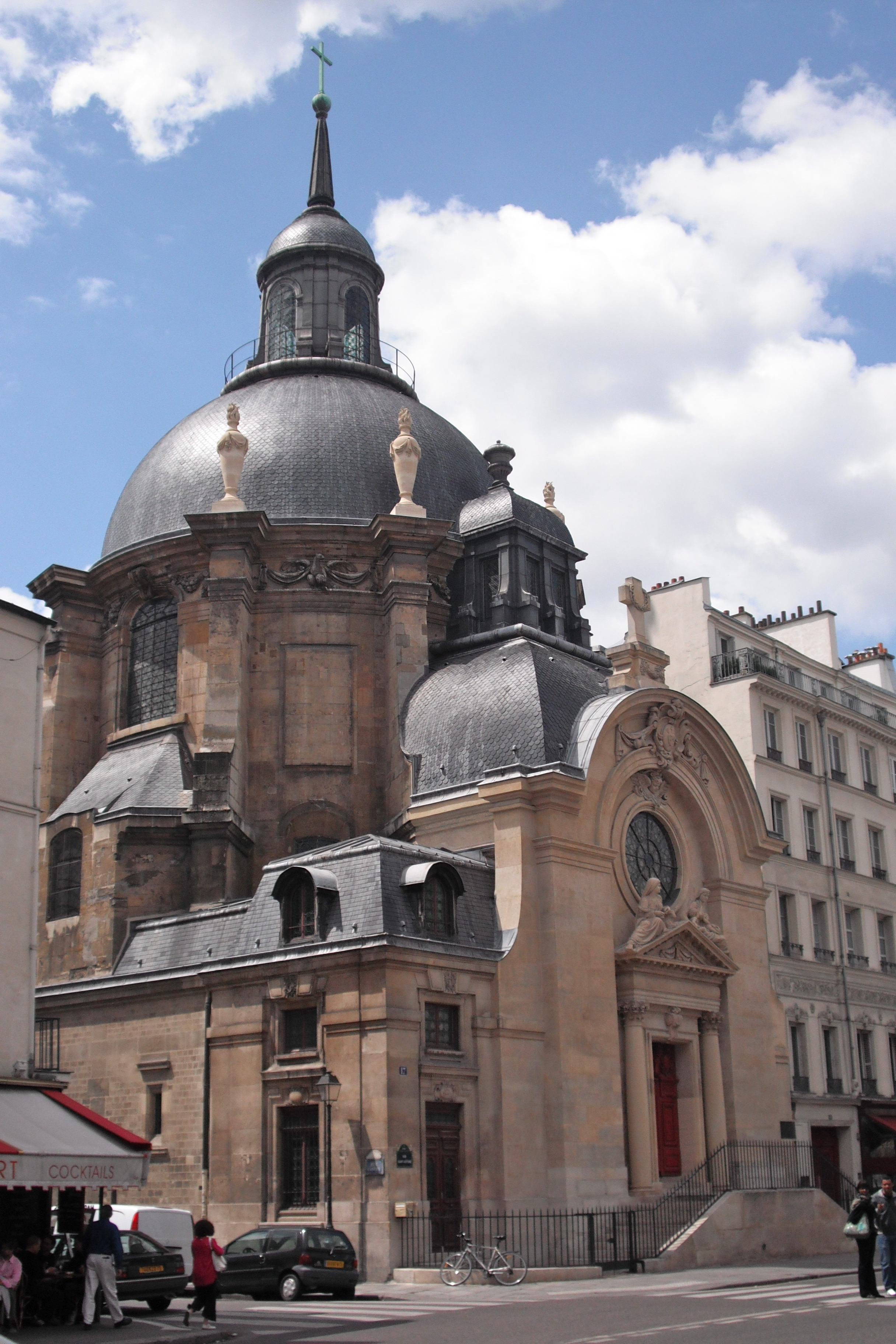
The Temple du Marais, xây dựng như là Church of St. Mary of the Angels
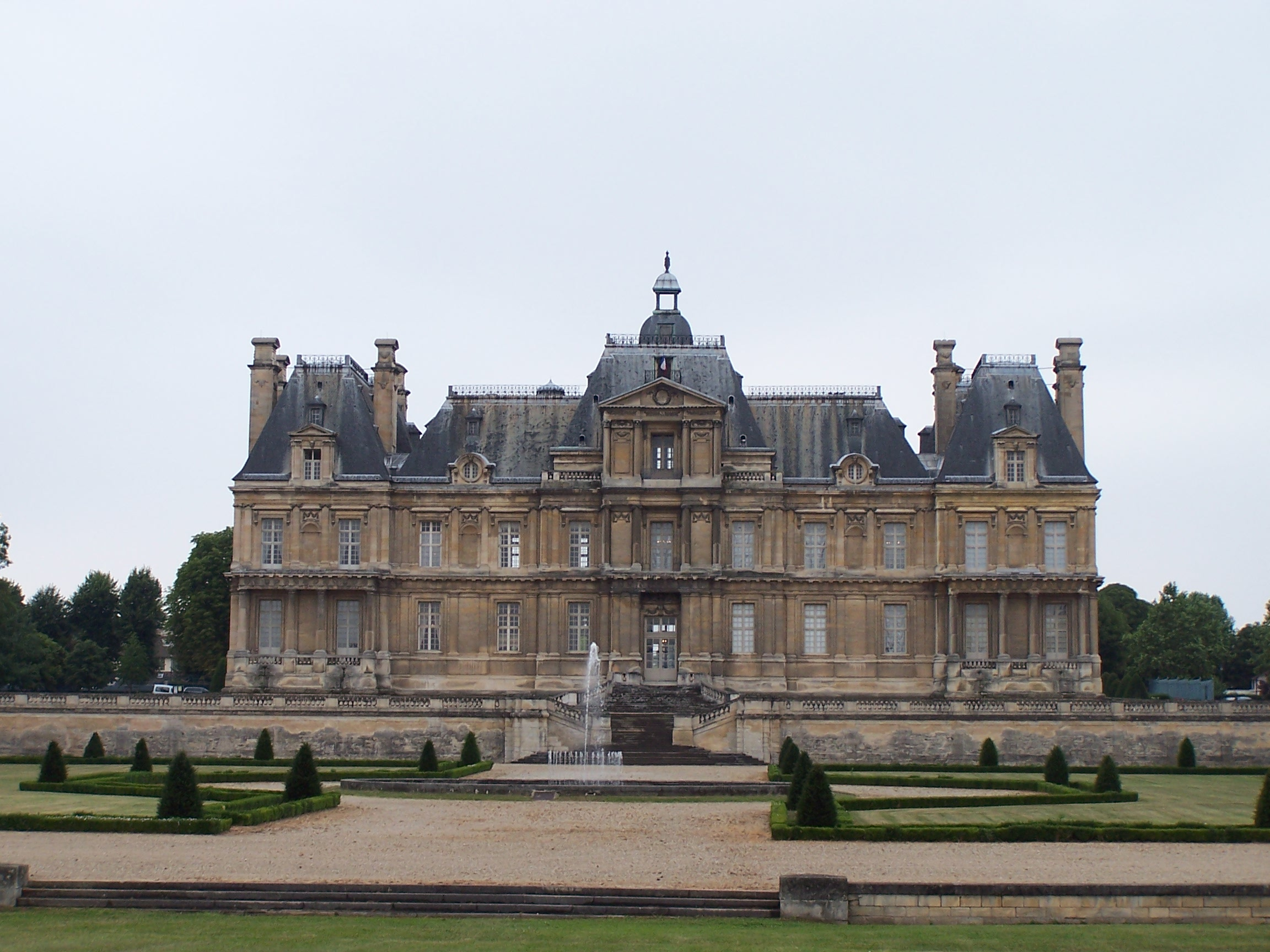
Château de Maisons, một kiến trúc tiêu biểu của kiến trúc Pháp
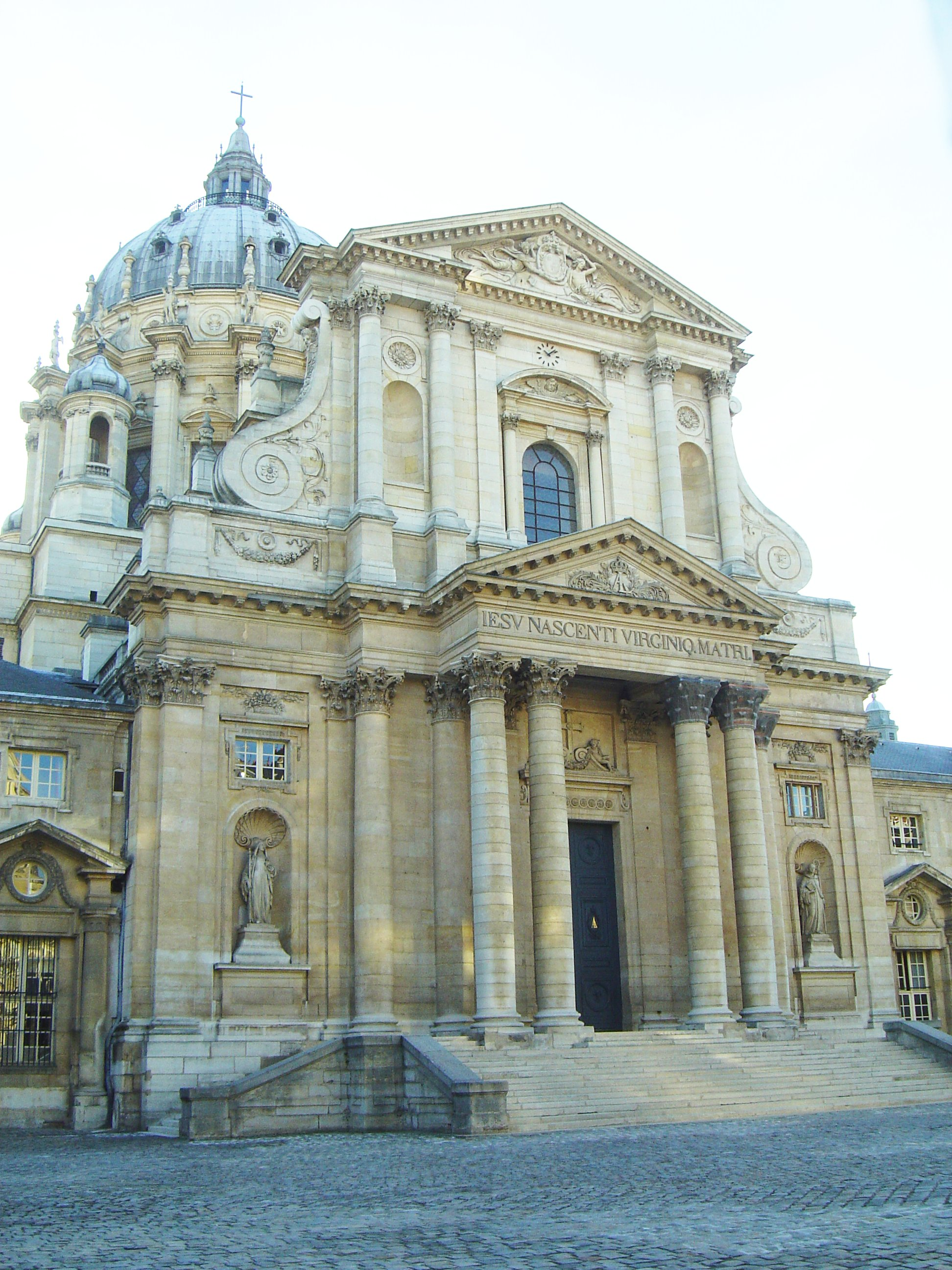
Church of Val-de-Grâce, xây dựng cho công nương Anne của Áo